# 군면리 대폐합
군면리 대폐합(郡面里 大廢合)은 1952년 12월 22일 최고인민회의 상임위원회의 《조선민주주의인민공화국 북반부 지역에 있어서의 행정 체계 중 면을 폐지함에 관하여》라는 정령에 의하여 조선민주주의인민공화국이 시행한 행정 구역 개편이다.
도·특별시·직할시, 시·군·구역, 읍·면, 리로 구성된 4단계 행정 체제에서 면을 폐지하고 읍의 범위를 축소, 읍을 리와 동격으로 하여 도·직할시, 시·군, 동·리·읍·로동자구 3단계로 재편한 사건이다. 98개 군을 168개로 증설하고 10,120개 리가 3,658개 리로 병합 개편되었다.

## 개편 과정

### 강원도
- 문천군 → 문천군 + 천내군 + 법동군
- 고성군 → 고성군
- 김화군 → 창도군
- 안변군 → 안변군 + 고산군
- 이천군 → 이천군 + 판교군
- 철원군 + 이천군 일부 + 평강군 일부 + 연천군 일부 → 철원군
- 평강군 + 회양군 일부 + 안변군 일부 → 평강군 + 세포군
- 회양군 + 인제군 + 양구군 일부 → 회양군 + 금강군

### 황해도
- 벽성군 → 벽성군 + 청단군 + 신원군 일부 + 강령군 일부
- 연백군 → 연안군 + 배천군 + 평천군 일부 + 청단군 일부
- 금천군 → 금천군 + 토산군
- 평산군 → 평산군 + 린산군 + 평천군
- 장연군 → 장연군 + 룡연군 + 태탄군
- 송화군 → 송화군 + 삼천군 일부
- 안악군 → 안악군 + 은천군
- 신천군 → 신천군 + 삼천군 일부
- 재령군 → 재령군 + 신원군
- 황주군 → 황주군 + 연탄군
- 봉산군 → 봉산군 + 은파군
- 서흥군 → 서흥군 + 린산군 일부
- 수안군 → 수안군 + 연산군
- 곡산군 → 곡산군 일부 + 신평군
- 옹진군 → 옹진군 + 강령군 일부
- 중화군 → 중화군 + 상원군 + 강남군
- 강동군 → 강동군 + 승호군

### 평안남도
- 순천군 → 순천군 + 은산군
- 맹산군 + 덕천군 → 맹산군 + 덕천군 + 북창군
- 양덕군 → 신양군
- 성천군 → 회창군
- 룡강군 → 룡강군 + 온천군
- 강서군 → 강서군 + 증산군
- 평원군 → 숙천군 + 순안군
- 안주군 → 안주군 + 문덕군
- 녕원군 → 녕원군 + 대흥군

### 평안북도
- 의주군 → 의주군 + 피현군
- 룡천군 → 룡천군 + 염주군
- 철산군 → 철산군 + 염주군 일부 + 동림군 일부 + 피현군 일부
- 선천군 → 동림군
- 정주군 → 정주군 + 곽산군
- 박천군 → 박천군 + 운전군
- 녕변군 → 녕변군 + 구장군 + 향산군
- 운산군 → 운산군 + 북진군
- 구성군 → 구성군 + 천마군
- 창성군 → 창성군 + 동창군
- 벽동군 → 벽동군 + 우시군
- 삭주군 → 삭주군 + 대관군 + 청성군

### 자강도
- 만포군 → 만포군 + 시중군
- 희천군 → 희천군 + 동신군
- 벽동군 → 벽동군 + 우시군
- 자성군 → 자성군 + 중강군 + 화평군 일부
- 전천군 → 전천군 + 룡림군 + 성간군
- 초산군 → 초산군 + 송원군
- 후창군 → 후창군 + 화평군 일부

### 함경남도
- 함주군 → 함주군 + 퇴조군 + 오로군
- 정평군 → 정평군 + 신상군
- 영흥군 → 영흥군 + 인흥군 + 요덕군
- 고원군 → 고원군 + 수동군
- 북청군 → 북청군 + 신포군 + 덕성군
- 단천군 → 단천군 + 광천군 일부 + 허천군 일부
- 신흥군 → 신흥군 + 부전군
- 장진군 → 장진군 + 부전군 일부 + 랑림군
- 풍산군 → 풍산군 + 풍서군 + 허천군 일부
- 삼수군 → 삼수군 + 신파군
- 갑산군 → 갑산군 + 풍서군 일부
- 혜산군 → 혜산시 + 보천군

### 함경북도
- 경성군 → 경성군 + 어랑군 + 명간군 일부
- 명천군 → 명천군 + 화대군 + 명간군
- 길주군 → 길주군 + 화대군 일부 + 삼사군 일부
- 무산군 → 무산군 + 연사군 + 삼사군 일부 + 회령시 일부
- 회령군 → 회령군 + 유선군
- 경흥군 → 경흥군 + 웅기군
- 온성군 일부 + 종성군 일부 → 경원군

## 같이 보기
- 부군면 통폐합
- 조선민주주의인민공화국의 행정 구역